# 外咲来未
外咲 来未（とざき くみ、1983年12月11日 - ）は、日本のレースクイーン、女性モデル。所属事務所はプリッツコーポレーション。東京都出身。
2007年のオートサロンイメージガール『A-class』のメンバー（エンタメチーム）。
富士スピードウェイイメージガール『クレインズ』の2007年度メンバー。しかし体調不良を理由に同年8月31日で脱退。2007年12月をもって芸能界を引退した。

## CD
- TOKYO AUTOSALON presents EVOLUTION #03　（avex trax・2006年12月13日発売）　曲名『Rainbow』